# Ngo Tien Dung
Ngo Tien Dung (en vietnamita: Ngô Tiến Dũng. n. 1960) es un diplomático vietnamita que gracias a su dominio del español se ha desempeñado como embajador en países de la hispanosfera como México, Venezuela o España, donde ejerce como embajador desde el 11 de enero de 2017.

## Vida personal
Es licenciado de la Escuela Superior de Diplomacia de Hanói. Tras licenciarse, realizó estudios de posgrado en relaciones internacionales en el Instituto Superior de Relaciones Internacionales en La Habana, Cuba. 

## Trayectoria
Ocupó varios puestos del Ministerio de Relaciones Exteriores de Vietnam, comenzando su carrera puramente diplomática cuando fue nombrado Tercer Secretario de la Embajada de Vietnam en Francia, para después pasar a ser brevemente el subdirector General de Europa.

### Embajada de México
Ngo Tien Dung fue destinado como ministro consejero en la Embajada de Vietnam en Ciudad de México (México).

### Embajador en Venezuela
En 2012 se le nombró embajador extraordinario y plenipotenciario para Venezuela, así como concurrente para Colombia y Surinam, aunque no presentaria sus credenciales formales en Colombia hasta el 18 de marzo de 2014. Junto a este nombramiento también fue nombrado máximo representante de la Asociación de Naciones de Asia Sudoriental (ASEAN) frente al Mercado Común del Sur (Mercosur) y los países que lo componen dado la presidencia del organismo por parte de Vietnam en 2013.
Una de las mayores labores de cooperación llevadas a cabo por Ngo Tien Dung fue la ampliación de la cooperación en materia de agricultura y energía entre Venezuela y Vietnam, lo cual meritó una recomendación por parte de la ministra de Exteriores, Delcy Rodríguez, para condecorarle con la orden Francisco de Miranda, la cual le fue concedida el 8 de agosto de 2016 en su máximo rango.

### Embajador en España
El 11 de enero de 2017 fue destinado como embajador de Vietnam ante España, presentando sus cartas credenciales como tal ante el rey de España, Felipe VI, el 19 de enero junto a los embajadores de Polonia (Marzenna Adamczyk), Perú (José Antonio García Belaunde), Nicaragua (Carlos Antonio Midence), Bulgaria (Iván Iliev Kondov) e India (Bala Venkatesh Varma). El nombramiento de Ngo Tien Dung como embajador para España se enmarcaba dentro de «un periodo decisivo para Vietnam» según el ministro de exteriores vietnamita, Pham Binh Minh, ya que coincidía con el plan quinquenal de desarrollo socioeconómico 2016-2020. El nuevo embajador declaró que él también consideraba España como un socio estratégico para Vietnam.
En 2019, con motivo de la firma del Tratado de Libre Comercio entre Vietnam y la Unión Europea que entraría en vigor a partir del año siguiente, Ngo Tien Dung realizó una gira por varias regiones del norte de España como Galicia, País Vasco o Navarra para explorar el aumento de exportaciones e importaciones entre Vietnam y España, que el embajador considera que serían de la mayores beneficiadas dentro de las relaciones comerciales entre la Unión Europea y Vietnam.
En 2020 mantuvo varias reuniones con representantes de la región de Murcia liderados por el consejero de Presidencia y Hacienda, Javier Celdrán, con motivo de la retención en Hanói del ingeniero español Diego López Ruiz, natural de Palencia pero afincado en la localidad murciana de Cehegín, por parte del gobierno vietnamita cuando este fue a ayudar a un amigo también investigado por el gobierno sudasiático. Las mediaciones fueron infructuosas y finalmente el ingeniero español saldría de Vietnam huyendo a través de Laos y Tailandia.
En junio de 2023, Ngo Tien Dung fue sustituido como embajador en España por el diplomático Doan Thanh Song.

## Honores y condecoraciones
- Orden Francisco de Miranda en su primera clase ( Venezuela: 8 de agosto de 2016)[3]